# 7 Brygada Artylerii (II RP)
7 Brygada Artylerii (7 BA) – brygada artylerii Wojska Polskiego II RP.

## Historia brygady
Brygada została sformowana na podstawie rozkazu Generalnego Inspektora Artylerii z 18 maja 1920 na obszarze Okręgu Generalnego „Kielce”, jako organiczna jednostka artylerii 7 Dywizji Piechoty. Na stanowisko dowódcy brygady został wyznaczony pułkownik Jan Orzechowski, dotychczasowy oficer artylerii w Dowództwie Okręgu Generalnego „Kielce”. Dowództwo brygady formowało się w garnizonie Częstochowa. 23 maja 1919 stacjonujący w garnizonie Warszawa 6 pułk artylerii polowej pod dowództwem pułkownika Aleksandra Kowalewskiego został przemianowany na 7 pułk artylerii polowej, przeniesiony do Częstochowy i włączony w skład brygady. 26 maja 1926 w Radomiu rozpoczęto formowanie 7 pułku artylerii ciężkiej pod dowództwem pułkownika Aleksandra Aleksandrowicza.
Na początku grudnia 1919, z powodu braków kadrowych i sprzętowych, zaniechano formowania II dyonu oraz rozformowano dowództwo 7 pułku artylerii ciężkiej. 
Na dzień 1 maja 1920 dysponowała 36 działami polowymi i 2 działami ciężkimi.
Na początku 1921 I/7 pac został przemianowany na 7 dywizjon artylerii ciężkiej. 24 kwietnia 1921 7 dac przybył do stałego garnizonu Kielce, gdzie zajął Koszary imienia księcia Józefa Poniatowskiego.
W listopadzie 1921, w związku z przejściem wojska na organizację pokojową, 7 BA została rozformowana. 7 pułk artylerii polowej pozostał w składzie 7 Dywizji Piechoty, natomiast 7 dywizjon artylerii ciężkiej został 16 października 1921 włączony w skład 4 pułku artylerii ciężkiej, jako II dywizjon.

## Organizacja brygady w grudniu 1919
- Dowództwo 7 Brygady Artylerii
- 7 pułk artylerii polowej - mjr Adam Zarzycki
  - I dywizjon (1, 2 i 3 bateria)
  - II dywizjon - por. Władysław Rudnicki
    - 4 bateria we wsi Ozierany nad Prypecią, w składzie 9 DP
    - 5 bateria
    - 6 bateria

  - III dywizjon (7, 8 i 9 bateria) - kpt. Juliusz Szponar
- I dywizjon 7 pułku artylerii ciężkiej
  - 1 bateria (eks-2 bateria wałowa, eks-2 bateria 4 pac) w Międzyświeciu i Wilamowicach na Śląsku Cieszyńskim, w trakcie przezbrojenia we francuskie 105 mm armaty wz. 1913
  - 2 bateria (eks-1 bateria) w Częstochowie
  - 3 bateria (eks-2 bateria) w Częstochowie

Z uwagi na brak koni i umundurowania obie baterie 7 pac stacjonujące w koszarach Zacisze w Częstochowie nie mogły osiągnąć „pogotowia marszowego”.

## Dowódcy brygady
- płk art. Jan Orłowski[5] (V? – X 1919)
- płk art. Władysław Jung (X 1919 – IV 1920)
- ppłk art. Ludwik Monné (p.o. od 12 XII 1919[6])
- mjr/ppłk Witold Konczakowski (p.o. 1920)
- ppłk art. Józef Karol Luberadzki (IX 1920 – XI 1921)